# Augusta Lindberg
Augusta Wilhelmina Lindberg, född Blomstedt den 17 mars 1866 i Adolf Fredriks församling i Stockholm, död den 3 december 1943 i Stockholm, var en svensk skådespelare.

## Biografi
Augusta Blomstedt blev elev vid Kungliga teatrarnas elevskola 1880. Hon var därefter engagerad vid August Lindbergs sällskap 1882–1884 och 1888–1890, vid Stora teatern i Göteborg 1890–1893, Svenska Teatern i Helsingfors 1893–1894, åter vid August Lindbergs sällskap 1894–1896 och vid Dramaten från 1898.
Bland hennes roller märks Sigrid den fagra i Bröllopet på Ulvåsa, Ofelia i Hamlet, Rose i Paternoster, Emily i Kära släkten, Agnes i Brand, Svanhild i Kärlekens komedi, Henriette i Brott och brott, Cyprienne i Vi skiljas och Elisabeth i Maria Stuart. Hon filmdebuterade 1919 i Victor Sjöströms Hans nåds testamente.
Augusta Lindberg är begravd på Norra begravningsplatsen utanför Stockholm.

## Familj
Lindberg gifte sig 1885 med skådespelaren August Lindberg, vars teatersällskap hon tillhörde, och blev mor till Per Lindberg, Stina Bergman och Greta Lindberg, som var gift först med Tor Bonnier, sedan med Sixten Strömbom.

## Filmografi
- 1919 – Hans nåds testamente
- 1925 – Karl XII
- 1925 – Karl XII del II

## Teater

### Roller (ej komplett)
| År   | Roll                | Produktion                                              | Regi            | Teater                  |
| ---- | ------------------- | ------------------------------------------------------- | --------------- | ----------------------- |
| 1891 | Ofelia              | Hamlet William Shakespeare                              |                 | Stora Teatern, Göteborg |
| 1900 | Henriette           | Brott och brott August Strindberg                       |                 | Dramatiska Teatern      |
| 1900 | Olivia              | Trettondagsafton William Shakespeare                    |                 | Dramatiska Teatern      |
| 1900 | Adriana             | Förvexlingarne William Shakespeare                      |                 | Dramatiska Teatern      |
| 1901 | Bianca Capello      | Bianca Capello Per Hallström                            |                 | Dramatiska Teatern      |
| 1902 | Fru Wikman          | Monumentet Thore Blanche                                |                 | Dramatiska Teatern      |
| 1905 | Fru Lynggaard       | Lynggaard & C:o Hjalmar Bergstrøm                       |                 | Dramatiska Teatern      |
| 1906 | Cécile de Gerberoy  | Med storm Maurice Donnay                                |                 | Dramatiska Teatern      |
| 1906 |                     | Uppgörelse Ignatij Nikolajevitj Potapenko               |                 | Dramatiska Teatern      |
| 1915 | Grefvinnan d'Eguzon | Äventyret Gaston Arman de Caillavet och Robert de Flers | Karl Hedberg    | Dramaten                |
| 1921 | Fru Tourrare        | Hemkomsten Robert de Flers och Francis de Croisset      | Karl Hedberg    | Dramaten                |
| 1928 | Farmor Meng         | "Patrasket" Hjalmar Bergman                             | John W. Brunius | Oscarsteatern           |

## Galleri

Augusta Lindberg, porträtt - SMV - H5 089
Augusta Lindberg, rollporträtt - SMV - H5 088